# Меліке Пекель
Меліке Пекель (тур. Melike Pekel / нім. Melike Pekel; нар. 14 квітня 1995, Мюнхен, Німеччина) — турецька та німецька футболістка, нападниця французького клубу «Гавр» і збірної Туреччини.

## Ранні роки
Меліке народилася в родині турецьких емігрантів у Мюнхені 14 квітня 1995 року. Після закінчення професійної освіти в липні 2015 року почала працювати оптиком у Шробенгаузені, Верхня Баварія, де й проживала.

## Клубна кар'єра

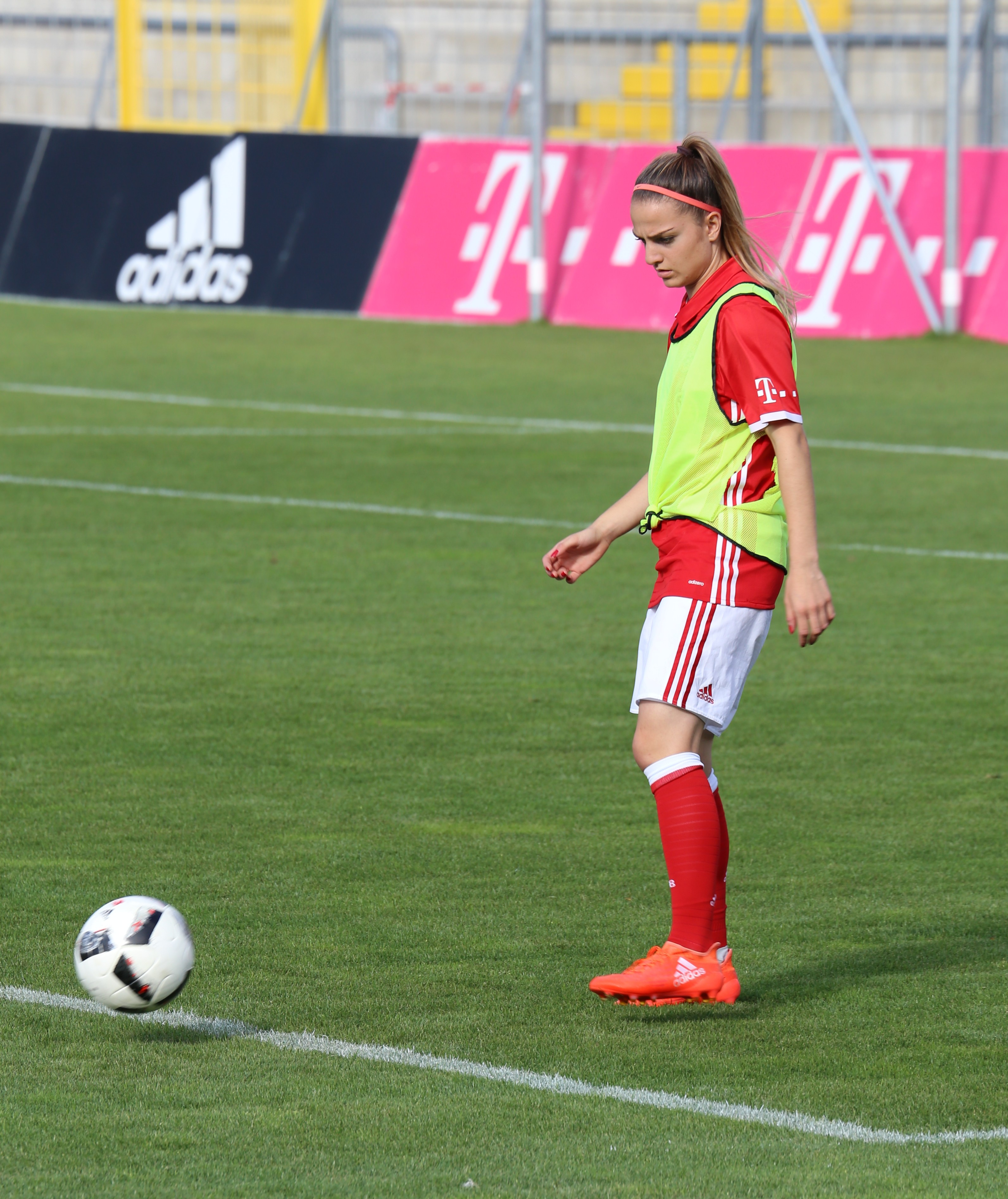
Меліке Пекель у футболці «Баварії» під час розминки.

Розпочала кар'єру в молодіжній команді «Шробенгаузена» у своєму рідному місті, де продемонструвала великий футбольний талант. У сезоні 2012/13 років почала виступати за другу команду «Швабен» (Аугсбург) у німецькій Безірксоберлізі «Швабія». Зігравши одну лігу в другій лізі була переведена до першої команди, яка виступала в Регіоналлізі «Південь». За два сезони відзначилася 20-ма голами в 40 матчах чемпіонату. У сезоні 2013/14 років стала найкращою бомбардиркою Регіоналліги «Південь».
Напередодні старту сезону 2014/15 років керівництво першої команди перевело Меліке до резервної команди, яка виступала в Другій Бундеслізі «Південь». 7 грудня 2014 року головний тренер першої команди «Баварії» Томас Верле перевів Пекель до головної команди на матч жіночої Бундесліги проти «Франкфурта». До завершення сезону зіграла два матчі за головну команду клубу. У сезоні 2014/15 років виграла титул переможця Бундесліги. У сезоні 2015–16 років Пекель знову переведена в другу команду «Баварії», яка виступала в Другій Бундеслізі «Південь». Станом на 22 листопада 2015 року відзначилася 15 голами у 26 зіграних матчах за свій клуб.
На початку 2017 року залишила Мюнхен і перейшла ФК «Мец-Альгранж» з Першого дивізіону Франції. За нову команду дебютувала 5 лютого 2017 року в виїзному поєдинку проти «АСПТТ Альбі». 26 лютого 2017 року на 3-ій хвилині поєдинку проти «Марселя» відзначилася своїм першим та єдиним голом у складі «Меца».
Напередодні старту сезону 2017/18 років приєдналася до ПСЖ. Через невелику кількість ігрового часу 2019 року поїхала в оренду до «Бордо».
У серпні 2019 року розірвала угоду з «Мецом».

## Кар'єра в збірній

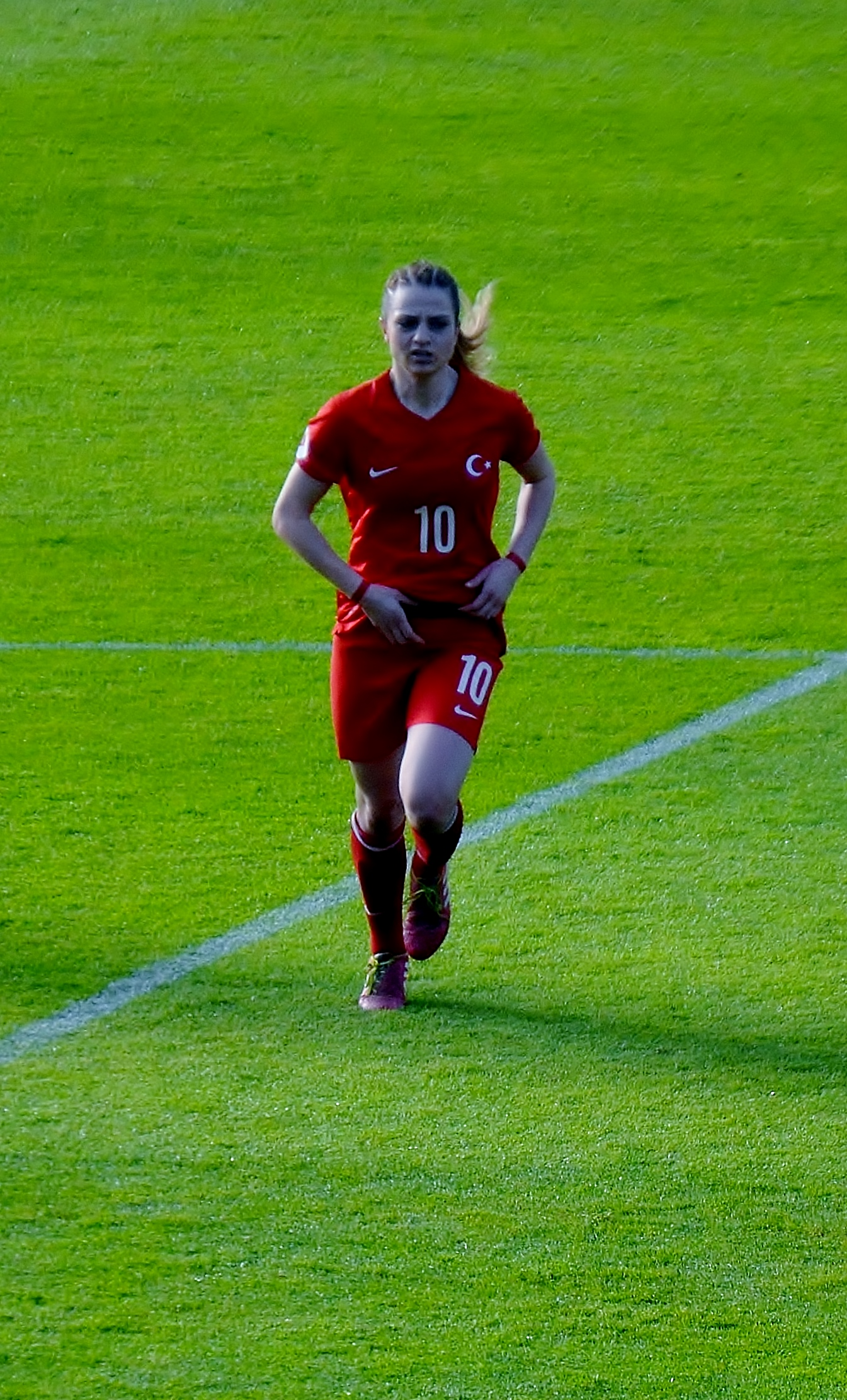
Меліке Пекель під час гри за збірну Туреччини.

У футболці національної збірної Туреччини дебютувала 19 серпня 2015 року в товариському матчі проти збірної Албанії.
Завдяки турецькому громадянству отримала можливість зіграти 4 матчі в 5-ій групі кваліфікації чемпіонату Європи 2017 року. Зіграла у трьох матах групи 5 кваліфікації чемпіонату Європи 2017, а 1 березня 2017 року відзначилася дебютним голом за національну команду в поєдинку Жіночого кубку Goldcity 2017 року проти Румунії.
Виступала в 4-ій групі кваліфікації чемпіонату світу 2019 року. У другому матчі турніру, 8 квітня 2017 року, відзначилася хет-триком у воротах збірної Люксембургу. Також відзначилася єдиним голом турецької збірної в матчі кваліфікації проти Фарерських островів.

### Голи за збірну
| Дата                         | Місце                        | Суперник                     | Змагання                                                        | Результат                    | Рахунок                      |
| національна збірна Туреччини | національна збірна Туреччини | національна збірна Туреччини | національна збірна Туреччини                                    | національна збірна Туреччини | національна збірна Туреччини |
| ---------------------------- | ---------------------------- | ---------------------------- | --------------------------------------------------------------- | ---------------------------- | ---------------------------- |
| 8 квітня 2017                | Торсгавн, Фарерські острови  | Люксембург                   | кваліфікація чемпіонату світу 2019 – попередній раунд - група 4 | В 9–1                        | 3                            |
| 11 квітня 2017               | Торсгавн, Фарерські острови  | Фарерські острови            | кваліфікація чемпіонату світу 2019 – попередній раунд - група 4 | П 1–2                        | 1                            |

## Статистика виступів

### Клубна
Станом на 20 липня 2017.
| Клуб                | Сезон             | Ліга                       | Ліга  | Ліга | Континентальні | Континентальні | Національна | Національна | Загалом | Загалом |
| Клуб                | Сезон             | Дивізіон                   | Матчі | Голи | Матчі          | Голи           | Матчі       | Голи        | Матчі   | Голи    |
| ------------------- | ----------------- | -------------------------- | ----- | ---- | -------------- | -------------- | ----------- | ----------- | ------- | ------- |
| «Швабен» (Аугсбург) | 2012–13           | Безірксоберліга «Швабія»   | 1     | 0    | –              | –              | –           | –           | 1       | 0       |
| «Швабен» (Аугсбург) | 2012–13           | Регіоналліга «Південь»     | 19    | 4    | –              | –              | –           | –           | 19      | 4       |
| «Швабен» (Аугсбург) | 2013–14           | Регіоналліга «Південь»     | 20    | 16   | –              | –              | –           | –           | 20      | 16      |
| «Швабен» (Аугсбург) | Загалом           | Загалом                    | 40    | 20   | –              | –              | –           | –           | 40      | 20      |
| «Баварія»           | 2014–15           | Друга Бундесліга «Південь» | 17    | 12   | –              | –              | –           | –           | 17      | 12      |
| «Баварія»           | 2014–15           | Бундесліга                 | 2     | 0    | –              | –              | –           | –           | 2       | 0       |
| «Баварія»           | 2015–16           | Друга Бундесліга «Південь» | 16    | 7    | –              | –              | 9           | 0           | 25      | 7       |
| «Баварія»           | 2016–17           | Друга Бундесліга «Південь» | 8     | 3    | –              | –              | 0           | 0           | 8       | 3       |
| «Баварія»           | 2016–17           | Бундесліга                 | 1     | 0    | –              | –              | 0           | 0           | 1       | 0       |
| «Баварія»           | Загалом           | Загалом                    | 44    | 22   | –              | –              | 9           | 0           | 53      | 22      |
| «Мец-Альранж»       | 2016–17           | Дивізіон 1                 | 12    | 5    | –              | –              | 6           | 6           | 18      | 11      |
| «Мец-Альранж»       | Загалом           | Загалом                    | 12    | 5    | –              | –              | 6           | 6           | 18      | 11      |
| ПСЖ                 | 2017–18           | Дивізіон 1                 | 14    | 0    | –              | –              | 0           | 0           | 14      | 0       |
| ПСЖ                 | Загалом           | Загалом                    | 14    | 0    | –              | –              | 0           | 0           | 14      | 0       |
| Усього за кар'єру   | Усього за кар'єру | Усього за кар'єру          | 110   | 47   | –              | –              | 15          | 6           | 125     | 53      |

## Досягнення

### Клубні
«Баварія» (Мюнхен)
- Бундесліга
  -  Чемпіон (1): 2014/15[4]

### Індивідуальні
«Швабен» (Аугсбург)
- Найкраща бомбардирка Регіоналліги «Південь»: 2013/14 (16 голів)[8]